# Андре Гундер Франк
Андре Гундер Франк (Берлин, 24. фебруар 1929 — Луксембург, 23. април 2005) је био немачко-амерички економиста и социолог. Представник је и један од утемељивача теорије зависности и теорије светског система, које су биле популарне 1960-их и 1970-их као критика модернистичког погледа на свет.

## Биографија
Родну Немачку је напустио још као дечак, након доласка Хитлера на власт. Образовање је стекао у Швајцарској и САД, где је на Универзитету у Чикагу докторирао економију 1957. године са дисертацијом на тему Развој и продуктивност украјинске пољопривреде од 1928. до 1955. Предавао је на универзитетима широм света, одржао је безброј семинара, спровео је многа истраживања у Северној и Латинској Америци, као и у Европи. Пензионисан је као професор емеритус на Амстердамском универзитету.

## Теорија зависности
У суштини теорије зависности је теза да развијене земље, тзв. земље центра, онемогућавају прави развој земаља периферије (Трећег света). Неразвијена подручја Латинске Америке су посматрана као интерне колоније, подразвијене од стране богатих земаља. У складу с тим, Франкова теорија зависности пориче да је подразвијеност резултат замрзнутог традиционализма у прединдустријским друштвима; подразвијеност је створена од стране земаља Првог света, које израбљују земље Трећег света, чинећи их зависнима, гушећи сваки отпор економским санкцијама.

## Теорија светског система
Допринео је и развоју теорије светског система. Према његовом схватању, а за разлику од Волерстајна, формирање светских система је почело много пре 16. века; у 4. веку п. н. е.